# 시구 (건담 시리즈)
시구(영어: Cgue, 일본어: シグー)는 TV 애니메이션 《기동전사 건담 SEED》 시리즈에 등장하는 모빌 슈트(MS)로 분류되는 가공의 유인 조종식 인간형 로봇 병기이다. 플랜트의 군사 조직인 자프트의 지휘관용 양산형 모빌 슈트이다. 진의 후계기로 개발된 기체로 진의 특징을 이어받으면서 좀 더 날씬한 체형을 갖추고 있다. 또 다른 후계기인 게이츠가 등장함에 따라 소수 생산에 그친 것으로 설정되어 있다. 극중 초반에 크루제 부대의 지휘관인 라우 르 크루제가 탑승하여 등장했고, 나머지 기체들도 단역으로 화면 속에 등장한다. 후속편인 《기동전사 건담 SEED DESTINY》에서도 현역으로 배치되는 장면이 그려졌다.
시구와 동일한 부류의 모빌 슈트인 "딘"과 "바비"도 시구류 모빌 슈트로 통칭된다.

## 같이 보기
- 건담 시리즈의 병기 목록
- 기동전사 건담 SEED